# Autobus wolności
Autobus wolności (ang. Bustin' Loose) – amerykańska komedia obyczajowa z Richardem Pryorem w roli głównej.
W czasie realizacji zdjęć do filmu latem 1980 roku Pryor w niejasnych okolicznościach podpalił się. Spędził 6 tygodni w szpitalu.
W Polsce tytuł filmu tłumaczony był również jako Autokar szczęścia.

## Obsada
- Richard Pryor – Joe Braxton
- Cicely Tyson – Vivian Perry
- Robert Christian – Donald Kinsey
- Angel Ramirez – Julio
- Jimmy Hughes – Harold
- Edwin de Leon – Ernesto
- Edwin Kinter – Anthony
- Tami Luchow – Linda
- Janet Wong – Annie
- Alphonso Alexander – Martin
- Kia Cooper – Samantha
- George Coe – prof. Wilson T. Renfrew
- Bill Quinn – sędzia Antonio Runzuli
- Fred Carney – Alfred Schuyler
- Peggy McCay – Gloria Schuyler
- Roy Jenson – przywódca Ku Klux Klanu
- Paul Mooney – Marvin
- Gary Goetzman – kierownik magazynu
- Luke Andreas – ładowacz w magazynie
- Nick Dimitri – Frank Munjak
- Mathew Clark – Dwayne
- Lee Noblitt – farmer
- Gloria Jewel Waggener – ciotka Beedee
- Morgan Roberts – wujek Humphrey

...

## Fabuła
Akcja filmu rozpoczyna się w Filadelfii. Vivian Perry jest kierowniczką domu dziecka, w którym przebywają dzieci z zaburzeniami emocjonalnymi. Placówka ma być jednak zamknięta z powodu braku funduszy na jej dalsze finansowanie. Vivian pragnie uchronić ośmioro swoich podopiecznych przed rozdzieleniem i odesłaniem do innych domów dziecka. Postanawia zabrać ich na farmę swoich wujostwa w stanie Waszyngton, gdzie mogłaby kontynuować z nimi pracę. Tymczasem drobny oszust i złodziejaszek Joe Braxton narusza warunki zwolnienia warunkowego i grozi mu kilka lat więzienia. Od swego kuratora, a zarazem narzeczonego Vivian, Donalda otrzymuje zadanie naprawienia starego szkolnego autobusu i przewiezienia nim dzieci przez Stany. W zamian ma uniknąć wyroku. Niebawem Joe z Vivian i dziećmi wyrusza w pełną przygód podróż, która okaże się dla wszystkich prawdziwą lekcją życia.